# 香港手語來自聾星
香港手語來自聾星（英語：HKSL From Deaf Star），於2017年2月成立，是一個由聾人建立的民間組織。成立目的為保育和推廣手語，盼社會可關注手語對聾人的重要
。
此組織由六人組成，命名的靈感來自無綫電視劇《來自喵喵星的妳》。聾人就像是「喵星人」來自「聾星」，在香港的生活總好像顯得格格不入，是活在自己星球的一群。六人寄望此組織能增加聾人對自己的身份認同，和其他健聽人士一樣有自己的文化、母語和社交圈子。

## 成立背景
多年來，香港電影金像獎都在電視台即時轉播，正當觀眾坐在電視機前期待得獎結果時，聾人卻一直無法參與此香港盛事。因電視直播無字幕，聾人只見眾得獎者在台前嘴巴開合，卻無法得知其說話內容。為了讓聾人都可共享金像獎節目，聾人團體「香港手語來自聾星」於2017年2月成立，並以Facebook網上直播，把金像獎節目內容全部翻譯成香港手語。
此外，該組織的成員有感現今提供手語傳譯的節目甚少，大多是時事性，欠缺娛樂節目，因此才會自發翻譯電影金像獎和萬千星輝頒獎典禮等節目。組織一直希望能把手語傳譯員的畫面比例擴大，目前提供手語傳譯的節目中，如立法會會議，手語傳譯員的畫面太小，當聾人使用手機屏幕收看時，很難看清楚翻譯。他們希望香港政府能提供更多資源支援手語，正視聾人的需要，免得香港本土手語被邊緣化。

## 傳譯過程
當電視台直播節目時，由健聽傳譯員負責聆聽說話內容、在鏡頭後一邊聽一邊打手語，再由聾人傳譯員整理內容後在鏡頭前打出。由於手語是聾人的母語，他們相對會表達得較自然流暢，有如「校對」的角色。
在準備傳譯前，該團體事前要做一些準備工作，包括搜集資料、找健聽傳譯員協助、準備電腦、燈光、腳架、投影機等。

## 電視台的反應
該團體曾多次去信無綫電視要求就直播節目現場提供位置、實時字幕投影、拍攝器材及網絡供該團體為節目作手語傳譯，包括第36屆香港電影金像獎、2017年度香港小姐競選及萬千星輝頒獎典禮2017，均被無綫電視拒絕。最後，該團體透過網絡直播，把該節目內容全部翻譯成香港手語。
ViuTV奪得第37屆香港電影金像獎播映權後，與該團體合作，在ViuTV網站提供即時手語傳譯直播，並在某聾人中心開放轉播點，讓聾人透過大屏幕收看。

## 各界反應
- 香港立法會議員張超雄直斥無綫電視拒絕提供場地給該團體為港姐決賽提供手語傳譯，指該電視台做法歧視聾人，亦指出通訊事務管理局失職，沒有遵守聯合國《殘疾人權利公約》[13]。
- 香港立法會議員梁耀忠對於該團體自發在網上為港姐決賽作手語傳譯表示支持，並批評無綫電視在大型直播節目上，未有考慮聾人的需要，是間接歧視[14][15]。
- 2015年度香港小姐競選冠軍麥明詩稱，留意到該團體派人於港姐決賽作手語翻譯，並認為值得去推廣[16]。
- 聾人機構龍耳創辦人邵日贊表示支持，並指出聾人視覺比較敏銳，直播手語需要使用電視台的場地不多，期望可引入手語傳譯[13]。
- 該團體獲得不少網民讚賞，有網民更稱：「與其等香港政府或電視台改變，不如由自己開始」，事件亦讓更多的人關注香港聾人一向只能「看」非常小部分電視節目的問題[8]。

## 外部連結
- 「香港手語來自聾星」官方網頁
- 「香港手語來自聾星」Facebook專頁
- 「香港手語來自聾星」YouTube官方頻道